# C.H. Beck
Pour les articles homonymes, voir Beck.
Verlag C.H. Beck oHG est un éditeur allemand dont le siège est à Munich et qui possède une succursale à Francfort. 
La société a été créée en 1763. 

## Histoire
Historiquement, son siège était à Nördlingen. La société publie 70 revues professionnelles et plus de 9 000 titres individuels. Chaque mois, il publie jusqu'à 1 500 nouvelles éditions et publications. Quelque 550 employés travaillent au siège de Munich. Les 120 éditeurs scientifiques ont combiné leur travail dans les bureaux de Munich et de Francfort, soutenant plus de 14 000 auteurs. Le bureau de Francfort abrite les services éditoriaux de la plupart des revues juridiques de CH Beck. Depuis 1999, la maison d'édition Nomos appartient au groupe C.H. Beck.